# 33451 Michaelarney
33451 Michaelarney este o planetă minoră (asteroid), cu un diametru de 6,167 km, din centura de asteroizi. A fost descoperită pe 19 martie 1999 la Experimental Test Site⁠(d) de Lincoln Near-Earth Asteroid Research. 
Obiectul prezintă o orbită caracterizată de o semiaxă mare de 2,4129157 UAi, o excentricitate de 0,12, o înclinație de 1,94207 ° în raport cu ecliptica.